# 戈特弗里德 (名字)
葛腓烈（德語：Gottfried，Guðrøðr），英譯戈德弗里斯（英語：Godfrith，Guthfrith，Gorry），西译高夫雷多（Gaufredo），加泰罗尼亚语高弗雷德、高斯弗雷德，意大利语朱夫里多（Giuffrido）及朱弗里达（Giuffrida），除德语和英語直接源于古日耳曼语外其余均源于古日耳曼语的拉丁转写人名“Godefridus、Gauthfredus、Gausfredus、Gaufredus”，可以指：
- 戈特弗里德·阿诺尔德（英语：Gottfried Arnold）
- 戈特弗里德·伯姆
- 戈特弗里德·班德豪尔
- 戈特弗里德·莱布尼茨
- 高夫雷多·佩特拉西（義大利語：Goffredo Petrassi）
- 高斯弗雷德一世，安普里亚斯伯国及鲁西永伯国伯爵
- 高斯弗雷德二世，鲁西永伯国伯爵
- 高斯弗雷德三世，鲁西永伯国伯爵